# Severino Bolognesi
Severino Bolognesi (Stienta, 30 dicembre 1895 – Rovigo, 23 ottobre 1985) è stato un politico italiano.

## Biografia
Aderì giovanissimo alla gioventù socialista. Partecipa alla prima guerra mondiale.
Aderisce al Partito Comunista Italiano nel 1921 dopo il congresso di Livorno. Nel 1933 fu confinato a Ponza dove entrò in contatto con i principali esponenti comunisti confinati.
Segretario della federazione comunista polesana, il 2 giugno 1946 fu eletto all'Assemblea Costituente.
Alle elezioni politiche del 1948 venne eletto senatore per il PCI, confermando il proprio seggio anche a quelle del 1953; concluse il mandato parlamentare nel 1958.
Muore nel 1985, all'età di 89 anni.